# برج ساعت چاچا
برج ساعت چاچا (به انگلیسی: Chacha Tower) یک برج ساعت است که در باتومی، گرجستان واقع شده‌است. این برج در سال ۲۰۱۲ توسط شورای شهر با هزینه ای بالغ بر یک میلیون لاری گرجستان ساخته شد. برج دارای ارتفاعی برابر با ۲۵ متر (۸۲ فوت) و چهار فواره است. این برج روبرداشتی از برج ساعت در ازمیر، ترکیه است. به جای آب از فواره‌های برج ساعت، چاچا(برندی) گرجی خارج می‌شود. برج ساعت، سرای مرکز اطلاعات گردشگری است.
در سال ۲۰۱۵، گزارش شده بود که فواره چاچا کار نمی‌کرد.